# Казаско-д’Интельви
Казаско-д’Интельви (итал. Casasco d'Intelvi) — коммуна в Италии, находится в регионе Ломбардия, в провинции Комо.
Население составляет 379 человек (2008), плотность населения составляет 95 чел./км². Занимает площадь 4 км². Почтовый индекс — 22022. Телефонный код — 031.
Покровительницей коммуны почитается Пресвятая Богородица, празднование 16 июля.

## Демография
Динамика населения:

## Администрация коммуны
- Официальный сайт: